# Pareas margaritophorus
Pareas margaritophorus — вид неотруйної змії родини Pareatidae.

## Поширення
Змія поширена в Індії (Дарджилінг), Бангладеш, М'янмі, Таїланді, Лаосі, В'єтнамі, Північно-Західній Малайзії та Південному Китаї ( Юньнань, Гуансі, Гуандун).